# Хемангиосарком
Хемангиосарком је неуобичајена, брзорастућа и високо инвазивна варијанта рака (тумора), која се јавља скоро искључиво код паса, а ретко код мачака, коња, мишева  или људи (због токсичности винил хлорида). То је облик саркома који настаје из слузокоже крвних судова; храни се крвљу којом су испуњени његови канали и простори (који се обично посматрају микроскопски). 
Термин ангиосарком, када се користи без ознаке специфичности, често се односи на хемангиосарком. Међутим, гломангиосарком и лимфангиосарком могу бити различита стања оовог рака (код људи).
Хемангиосарком се обично повезује са токсичном изложеношћу торијум диоксиду, винилхлориду и арсену. Стјуарт-Травеов синдром је облик хемангиосаркома због лимфедема, обично након мастектомије и терапије зрачењем код рака дојке.
Уобичајени узрок смрти код ове брзорастуће и високо инвазивна варијанта рака  је пуцање ткива рака, због чега болесник брзо искрвари до смрти. 

## Клиничка слика
Најчешћи клинички симптоми хемангиосаркома укључују:
- губитак апетита, праћен губитком телесне тежине,
- срчане аритмије
- општу слабост, летаргију, колапс,
- бледе слузокоже
- изненадну смрт због крварења, праченог увећањег трбуха.

## Дијагноза
Коначна дијагноза захтева биопсију и хистопатологију. Цитолошки аспирати могу бити неубедљиви са студијама које извештавају о различитим специфичностима, а негативни резултати можда нису у корелацији са одсуством болести, јер једна студија закључује... „цитолошка дијагноза неоплазије слезине је поуздана, али негативан резултат се не може користити да се искључи могућност неоплазије слезине.  То је због честе контаминације крви и лошег пилинга.
Модалитети снимања могу укључивати један или више модалитете: ултразвук, компјутеризовану томографију, мегнетну резонантну томографију, и позитронска емисиона томографија. Позитронска емисиона томографија може показати неке предности у односу на традиционални облик компјутеризоване томографије за одређен стадијум болести и откривање метастаза.

## Терапија
Лечење укључује терапију лековима и хируршко уклањање рака (нпр спленектомијом) на захваћеним органима. Сама спленектомија даје просечно време преживљавања од 1—3 месеца. 
Додатна терапија лековима, која се састоји углавном од лека доксорубицин, сама или у комбинацији са другим лековима може повећати просечно време преживљавања на 5-7 месеци.
Висцерални хемангиосарком обично је фаталан (чак и уз лечење), у року од неколико недеља или месеци у најбољем случају. 
Хемонгиосарком на кожи се у већини случајева може излечити потпуним хируршким уклањањем, све док нема висцералног захватања.